# Catalina Sandino Moreno
Catalina Sandino Moreno (ur. 19 kwietnia 1981 w Bogocie) – kolumbijska aktorka, pierwsza Kolumbijka nominowana do Oscara, za rolę w filmie Maria łaski pełna. Laureatka Srebrnego Niedźwiedzia.

## Życiorys

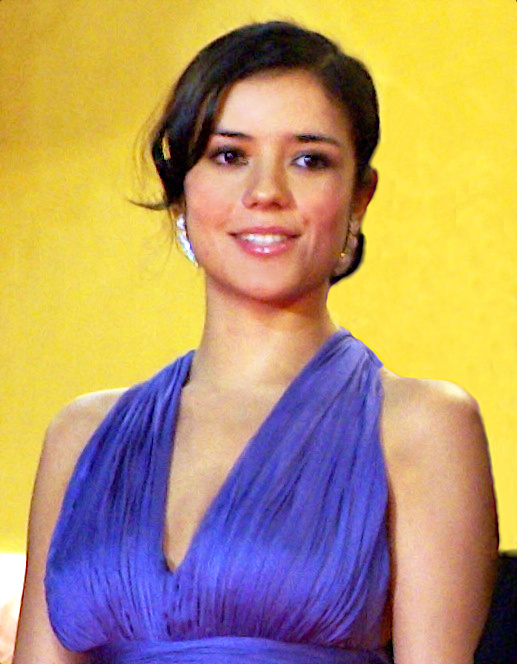
Catalina w Cannes (2008)

Urodziła się w Bogocie, jej matka jest patologiem, ojciec weterynarzem. W latach szkoły średniej, występowała w Akademii Teatralnej Ruben Di Pietro. Studiowała na Uniwersytecie Kolumbijskim. W 2004 roku przeniosła się do Nowego Jorku.
W tym samym roku zagrała w swoim debiutanckim filmie Maria łaski pełna. O rolę Marii ubiegało się około 900 dziewczyn. Catalina została za nią nominowana do Oscara w kategorii najlepsza aktorka pierwszoplanowa jako jedyna Kolumbijka. Podczas MFF w Berlinie otrzymała Srebrnego Niedźwiedzia dla najlepszej aktorki, wraz z Charlize Theron, wyróżnioną za film Monster. Rok później Maria została członkiem Amerykańskiej Akademii Sztuki i Wiedzy Filmowej, a „People” umieścił ją na liście „50. najpiękniejszych ludzi świata”.
W 2006 roku Maria wystąpiła w swoim pierwszym amerykańskim filmie Fast Food Nation u boku Ethana Hawke’a.  W 2007 roku Maria wystąpiła w filmie Mike'a Newella Miłość w czasach zarazy, na podstawie powieści noblisty Gabriela Garcii Márqueza. W 2008 roku wystąpiła w dwóch zrealizowanych filmach o życiu Che Guevary. W 2010 zagrała w filmie serii  Zmierzch pt. Zaćmienie. Catalina wcieliła się w tym obrazie w postać wampirzycy Marii.

## Życie prywatne
Moreno w kwietniu 2006 poślubiła Davida Elwella.

## Filmografia
- 2004: Maria łaski pełna (Maria Full of Grace) jako Maria[2]
- 2006: Zakochany Paryż (Paris, je t'aime) jako Ana (nowela "Loin du 16e")
- 2006: Podróż do końca nocy (Journey to the End of the Night) jako Angie
- 2006: The Hottest State jako Sarah
- 2006: Fast Food Nation[2] jako Sylvia
- 2007: Miłość w czasach zarazy (Love in the Time of Cholera) jako Hildebrandy Sanchez
- 2007: Serce Ziemi (El Corazón de la tierra) jako Blanca Bosco
- 2008: Che. Rewolucja (Che: Part One) jako Aleida March
- 2008: Che. Boliwia (Che: Part Two) jako Aleida March
- 2010: Saga „Zmierzch”: Zaćmienie (The Twilight Saga: Eclipse[2]) jako Maria
- 2012: Cristiada jako Adriana
- 2013: Magia (Magic Magic) jako Bárbara
- 2013: Roa jako María de Roa
- 2013: A Stranger in Paradise jako Jules
- 2013: Medeas jako Christina
- 2013: The Bridge: Na granicy (The Bridge) jako Alma Ruiz (serial TV)
- 2014: Home jako Leigh
- 2014: Bractwo czerwonej opaski (Red Band Society) jako Eva Palacios
- 2014: Miasto odkupienia (Swelter) jako Carmen
- 2014: Rok przemocy (A Most Violent Year[1]) jako Luisa
- 2015: East Los High[2] jako mama Eddiego
- 2015: Wrogie niebo (Falling Skies[2]) jako Isabella (serial TV)
- 2015-2019: The Affair[1] jako Luisa Leon (serial TV)
- 2016: Custody jako Sara Diaz
- 2016: Wcielenie (Incarnate) jako Camilla
- 2016: American Gothic[2] jako Christina Morales
- 2019: Pokój 104 (Room 104[1]) jako Maria (serial TV)
- 2020: Kamieniołom (The Quarry) jako Celia
- 2021: Barbarians[1] jako Eva
- od 2022: Stamtąd (From[1]) jako Tabitha Matthews (serial TV)
- 2023: Silent Night jako Saya[1]

## Nagrody
- Nagroda na MFF w Berlinie Najlepsza aktorka: 2004 Maria łaski pełna